# Università statale della California - Northridge
L'Università statale della California - Northridge (CSUN), nota anche come Cal State Northridge, è un'università pubblica di Northridge, un quartiere dell'area della San Fernando Valley di Los Angeles, California, Stati Uniti.
CSUN è un campus dell'Università statale della California (CSU). Fu fondata inizialmente come campus satellite della San Fernando Valley della Cal State Los Angeles (CSULA). In seguito divenne indipendente nel 1958 come San Fernando Valley State College, con la pianificazione e la costruzione di un grande campus principale. L'università ha assunto la denominazione attuale nel 1972.